# 吉奧森
吉奧森·多明高斯·列辛迪·艾高斯甸奴（Gílson Domingos Rezende Agostinho，1977年9月18日—），生于塔烏巴特，是一名巴西职业足球运动员。2005年加盟中超球会武汉黄鹤楼，与另一名巴西外援维森特组成锋线搭档，帮助武汉队在升超的头一年夺得第5名。他在武汉效力三个赛季后，于2008年加盟了中國超級足球聯賽球会河南建業。